# Габріельянц Гайк Аветисович
Гайк Аветисович Габріельянц (18 серпня 1910, село Чананаб, тепер Нахічеванська Автономна Республіка, Азербайджан — 23 лютого 1986, місто Ташкент, Узбекистан) — радянський узбецький діяч, секретар ЦК КП Узбекистану. Депутат Верховної ради Узбецької РСР 3-9-го скликань. Депутат Верховної Ради СРСР 6-го скликання.

## Життєпис
Народився в селянській родині.
З 1931 року — агроном колгоспу; агроном Андижанської районої колгоспної спілки, завідувач навчально-дослідного господарства Узбецького інституту бавовництва.
Закінчив Узбецький інститут бавовництва. До 1937 року — асистент сільськогосподарського інституту.
З 1937 року — на комсомольській роботі.
Член ВКП(б) з 1939 року.
У 1941 році — заступник завідувача сільськогосподарського відділу ЦК КП(б) Узбекистану.
У 1941—1942 роках — завідувач сільськогосподарського відділу Самаркандського обласного комітету КП(б) Узбекистану.
У 1942—1943 роках — 1-й секретар Пайарикського районного комітету КП(б) Узбекистану Самаркандської області.
У 1943—1948 роках — 2-й секретар Наманганського обласного комітету КП(б) Узбекистану.
У 1948—1950 роках — 1-й заступник міністра сільського господарства Узбецької РСР.
16 травня 1950 — травень 1953 року — заступник голови Ради міністрів Узбецької РСР.
У 1953—1954 роках — 1-й заступник міністра сільського господарства Узбецької РСР.
У 1954 — березні 1957 року — завідувач сільськогосподарського відділу ЦК КП Узбекистану.
13 березня 1957 — 26 березня 1962 року — секретар ЦК КП Узбекистану з питань сільського господарства.
У лютому — грудні 1962 року — 1-й секретар Ферганського обласного комітету КП Узбекистану. У грудні 1962 — грудні 1964 року — 1-й секретар Ферганського сільського обласного комітету КП Узбекистану. У грудні 1964 — квітні 1965 року — 1-й секретар Ферганського обласного комітету КП Узбекистану.
24 квітня 1965 — 10 січня 1977 року — заступник голови Ради міністрів Узбецької РСР.
З 1977 року — 1-й заступник голови Середньоазіатського відділення ВАСГНІЛ імені Леніна.
Помер 23 лютого 1986 року в місті Ташкенті.

## Нагороди
- три ордени Леніна
- орден Жовтневої Революції
- три ордени Трудового Червоного Прапора
- орден Дружби народів
- орден «Знак Пошани»
- медалі
- Заслужений агроном Узбецької РСР